# Lori Chalupny
Lori Christine Chalupny (Saint Louis, 29 gennaio 1984) è un'ex calciatrice statunitense, di ruolo difensore e centrocampista.
Ha vestito la maglia della nazionale statunitense sia a livello giovanile, conquistando il titolo mondiale Under-19 a Canada 2002, che nella nazionale maggiore, conquistando con quest'ultima un campionato mondiale, nell'edizione di Canada 2015, e una medaglia d'oro olimpica a Pechino 2008.

## Vita privata
Lori ha sposato Caleb Lawson a giugno 2017. La coppia ha avuto due figli: Lucy Lawson, nata a maggio 2018, e Riley Sierra, nata a luglio 2020.

## Palmarès

### Nazionale
- Oro olimpico: 1

Pechino 2008
- Campionato mondiale: 1

2015
- Campionato mondiale under 19: 1

2002